# عين الحدث (برنامج)
هو برنامج «فيلر» من 5 دقائق يقدمه صالح القلاب ويتضمن رؤية خاصة حول عاصفة الحزم وأهميتها وطرق مواجهة التمدد الإيراني في المنطقة العربية حسب رأيه، والتأكيد على أن المواجهة تخص العرب جميعا من الشيعة والسنة معا لأنها ليست مواجهة مذهبية أو عقائدية، ابتداء من الحلقة الأولى أكد صالح القلاب أنه منحاز للعروبة وللحق في مواجهة دولة الولي الفقيه ومغامرات إيران التي تحاول بها مد نفوذها إلى أراضي العرب ودعم الميلشيات التي تثير الفوضى والعنف والموت في لبنان وسوريا والعراق واليمن وغيرها من البلدان العربية.